# 浅原氏
浅原氏（あさはらし）は武家氏族の一つ。清和源氏（河内源氏の庶流甲斐源氏）の流れを汲む武田氏流奈古氏の一族。または、同じ甲斐源氏の小笠原氏の庶流。 五味氏流の一族もあるという。  

## 出自
奈古氏流の浅原氏は、源清光の八男奈古義行の三男浅原行信を祖とし、行信が甲斐国巨摩郡浅原郷（現在の南アルプス市浅原）を領し、地名を苗字にしたことに始まる。現在の南アルプス市・中央市の各一部（釜無川周辺）を所領としていた。小笠原流の浅原氏は祖が不明。戦国時代には武田信玄期の駿河侵攻において一族の動向が確認され、後に幕臣となっている。

## 歴史

### 奈古氏流浅原氏
奈古氏流の浅原氏は、霜月騒動によって、所領を失い没落した。浅原為頼は息子2人（浅原光頼・浅原為継）と共に強盗として全国を廻った。そして、ついには指名手配書も出された。正応3年（1290年）3月9日夜、亀山法皇に依頼され、為頼と2人の息子は 内裏に侵入したが、伏見天皇の暗殺に失敗、為頼は討ち死にし、光頼と為継は自刃した（浅原事件）。その後の奈古氏流浅原氏の動向は不明。

### 小笠原流浅原氏
小笠原流の浅原氏は、浅原安近が今川氏、武田氏、徳川氏などに仕え、後に江戸幕府の幕臣となった。

### 五味氏流浅原氏
五味氏流浅原氏は五味氏直の後裔五味与惣兵衛三男之直が、浅原を名乗ったのが始まりといわれている。朝鮮出兵の際、小西行長に従い軍功があった。

## 奈古氏流浅原氏系図
```
 ┃ 　

奈古義行

 ┣━━━━━┳━━━━━┓ 

浅原行信
 
鼻和義俊
     
義継
　
 ┃

浅原頼行
　
 ┃　

為頼
　 　
 ┣━━━━━┓

光頼
　　 　
為継
```

## 家紋
家紋は、奈古氏流浅原氏は、 十二本骨扇・日丸菊・丸に笹竜胆・丸に花菱等である。小笠原流浅原氏は三本扇・十六葉菊・丸に日の丸扇である。